# 키레네의 테오도로스
키레네의 테오도로스(고대 그리스어: Θεόδωρος ὁ Κυρηναῖος 테오도로스 호 키레나이오스[*]))는 기원전 5세기 고대 그리스의 수학자이다. 그에 대한 직접적인 언급은 플라톤의 《대화편》에서 테아이테토스, 소피스트, 그리고 정치가 중에서 언급되고 있다. 대화편 이전에, 현재 테오도로스의 나선으로 알려진 수학적 정리를 가정한다.

## 생애
테오도로스의 전기에 대해서는 플라톤의 《대화편》에서 추론할 수 있는 것을 넘어서는 것은 거의 알려지지 않았다. 그는 북부 아프리카의 식민지 키레네에서 태어났으며, 그곳과 아테네에서 가르쳤다. 그는 테아이테토스에서 노년기에 대해 불평하는데, 기원전 399년으로 거슬러 올라가 기원전 5세기 중반에 번성했던 시기가 있음을 시사한다. 테아이테토스(Theaetetus)에서는 그는 기하학으로 전환하기 이전에 공부를 해 왔다고 주장하는 소피스트 프로타고라스와 연관시켰다. 디오게네스 라에르티오스처럼 고대의 전기 작가들 사이에서 반복적으로 의심을 하는 것은 플라톤 이후에 리비아의 키레네에서 그와 함께 공부했다는 것이다.

## 수학에서의 업적
수학에서의 업적은 그의 유일한 정리를 통해 알려져 있으며, 그것은 대화편의 테아이테토스의 문학적 문맥을 통해 역사적으로 정확하거나, 허구적인 주장이라고 교대로 의심받으며 전달되었다. 본문에서, 그의 학생 테아이테토스는 비 정사각형 숫자의 제곱근이 최대 17개라는 비논리적인 정리를 그에게 제시한다.

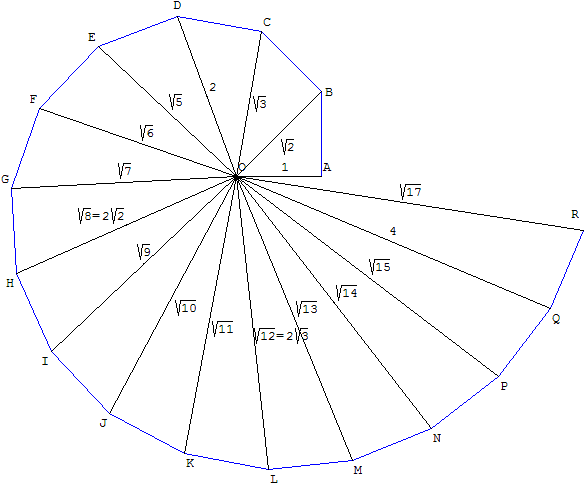
테오도로스의 나선

## 같이 보기
- 테오도로스 수